# 田中清太郎
田中 清太郎（たなか せいたろう、1913年3月30日 - 2000年6月3日）は、日本の英文学者、翻訳家、詩人、俳人。

## 略歴
東京生まれ。1936年東京帝国大学文学部英文学科卒業。
武蔵大学助教授、学習院大学助教授、1951年教授。1983年定年退職、名誉教授。1970年「D・H・ロレンス詩集」の翻訳により日本翻訳文化賞受賞。
専門はイギリスの詩、特にディラン・トマス。
俳人でもあり、日本の近代詩についての評論もある。

## 著書
- 『明滅 詩集』（野ばら社） 1956
- 『よい文章を書くために』（みすず書房） 1962
- 『ディラン・トマス研究』（国文社） 1968
- 『金子光晴の詩を読む』（国文社） 1982
- 『硝子絵 句集』（国文社、河原叢書） 1983
- 『原初の町への旅 英詩十五篇を読む』（国文社） 1986

### 翻訳
- 『グレイシイ・アレン殺人事件』（S・S・ヴァン・ダイン、早川書房、世界探偵小説全集) 1957
- 『イギリスの民話』（宝文館、中学生世界民話全集 イギリス編） 1958
- 『詩集　静かなる中心』（スティーヴン・スペンダー、工藤昭雄共訳、国文社、ピポー叢書） 1958
- 『イギリス・アメリカむかしばなし集』（宝文館、少年少女世界むかしばなし全集) 1960
- 『D.H.ロレンス詩集』第1 - 2巻（国文社） 1960、1964
- 『泣き笑い人生』（ショーロム・アレイヒエム、筑摩書房、世界ユーモア文学全集8） 1961
- 『盗まれた機密文書』（チャペック、筑摩書房、世界ユーモア文学全集11） 1961
- 『ディラン・トマス全詩集』（ディラン・トマス、羽矢謙一共訳、国文社） 1967
- 『サルトル ロマン的合理主義者』（アイリス・マードック、中岡洋共訳、国文社） 1968
- 『魂の創造 ミドルトン・マリ評論集』（窪田鎮夫共訳、国文社） 1972
- 『霊の生まれ変わり 七〇〇年前の記憶』（アーサー・ガーダム、佑学社） 1974
- 『ディラン・トマス全集 1』（羽矢謙一共訳、国文社） 1975
- 『甦る霊たち 七〇〇年後の生まれ変わり』（アーサー・ガーダム、佑学社） 1976
- 『ラミジ艦長物語』3 - 4、13 - 14 （ダドリ・ポープ、至誠堂） 1980 - 1982
- 『鮭サラーその生と死』（H・ウィリアムスン、至誠堂選書） 1981
- 『ディラン・トマス全集 3 評論』（国文社） 1982
- 『マーカム家の海の物語 2』（ジョン・ウィリアムズ、至誠堂） 1984

## 註
1. ↑  『著作権台帳』
2. ↑  http://oukai.etc.gakushuin.ac.jp/obog/press/newspaper_158.htm#second